# Ніккі, Ріккі, Діккі і Дон
Ніккі, Ріккі, Діккі і Дон (англ. Nicky, Ricky, Dicky & Dawn) — американський комедійний телевізійний серіал, розроблений Майклом Фельдманом і створений Меттом Флекенштейном що транслювався на Nickelodeon з 13 вересня 2014 року по 4 серпня 2018 року. У знімалися Брайан Степанек, Еллісон Мунн, Ейдан Галлахер, Кейсі Сімпсон, Мейс Коронель, Ліззі Грін, Габріель Еліс і Кіла-Дрю Сіммонс.

## Сюжет
У серіалі йдеться про 10-річних четверняшок сім'ї Харпер - Ніккі, Ріккі, Діккі та Дон.
Серії серіалу різні, але в усіх йдеться про життя Харперів та витівки четверняшок. Через
це дітей часто карають.

## Персонажі
Ніккі Харпер - наймолодший в сім'ї. Його брати та сестра його часто недооцінюють, але він
намагається довести, що він рівний з усіма. Ніккі чорнявий, активний, винахідливий і трохи дивний
хлопець. Він має щасливу ложку та обожнює фісташкове морозиво. А також боїться мікробів.
Ріккі Харпер - найрозумніший в сім'ї. Він має біляве волосся та дуже хорошу пам'ять. Заснував 
у школі клуб японської мови. Деколи намагається довести, що може піти проти правил, оскільки
не хоче потрапити у біду. Не хоче порушувати правила у школі, бо планує поступити у хороший
коледж. Він завжди говорить правду та хоче бути лідером четвірки Харперів! Старався стати старостою свого класу.
Діккі Харпер - крутий хлопець. Він має довге волосся! Є найкрасивішим п'ятикласником та другим по крутості в школі. 
Майже всі дівчата божеволіють від нього. Хотів організувати у школі "гурток" - "Поцілунок Діккі за
долар". Не задумується про наслідки. Ніколи не готується до тестів навіть придумує різні штуки щоб їх пропустити та не розбирається у
часі (думає, що у місяці 6 тижнів, а у році 15 місяців). Він трохи тупуватий!
Дон Харпер - найстарша з дітей! І тому майже весь час їхній лідер. Добре грає у футбол та пройшла відбір до шкільної команди з футболу
серед дівчат шестикласниць хоч сама п'ятикласниця. Дон відмінниця. Деякий час грала на музичному інстременті, але потім перестала від того, що не вистачало часу. Вона старша від своїх братів на 4 секунди. Навіть попри те, що вона часто свариться
з братами, турбується про них. Дон хороша дівчина, але має дуже важкий характер. Досягає мети любою ціною. Закохана в Мака також вони є кінотоваришами.
Том Харпер - батько четвірки Харпер. Трохи лисий. Обожнює іграшкові поїзди. Не дозволяє
дітям брати пульт від телевізора, бо вони часто сваряться через пульт. Справедливо карає.
Дуже кохає свою дружину з Енн Харпер. Обожнює морозиво та цукерки.  Є співзасновником та співкерівником кафе-магазину "Get Sport"
Енн Харпер - мати четвірки Харпер. Має довге біле волосся та чудово куховарить. Дуже любить та
турбується про своїх дітей та чоловіка. По сімейній традиції подарувала Дон браслет, який отримала
від своєї матері. Разом зі своїм чоловіком Томом заснувала кафе-магазин "Get Sport". Намагається бути сучасною та крутою щоб не опозоритися перед своїми дітьми.
| Сезон | Епізодів | В ефірі            | В ефірі            |
| Сезон | Епізодів | Початок            | Кінець             |
| ----- | -------- | ------------------ | ------------------ |
| 1     | 20       | 13, Вересень, 2014 | 24, Березень, 2015 |
| 2     | 26       | 23, Травень, 2015  | 6, Серпня, 2016    |